# Roncus andreinii
Roncus andreinii är en spindeldjursart som först beskrevs av Lodovico di Caporiacco 1925.  Roncus andreinii ingår i släktet Roncus och familjen helplåtklokrypare. Inga underarter finns listade i Catalogue of Life.